# Zuidelijke lantaarnhaai
De zuidelijke lantaarnhaai (Etmopterus granulosus) is een vis uit de familie Etmopteridae (volgens oudere inzichten de familie Dalatiidae) en behoort in elk geval tot de orde van doornhaaiachtigen (Squaliformes). De vis kan een lengte bereiken van 60 centimeter.

## Leefomgeving
De zuidelijke lantaarnhaai is een zoutwatervis. De vis prefereert diep water en komt voor in de Grote en Atlantische Oceaan op dieptes tussen 220 en 923 meter.

## Relatie tot de mens
De zuidelijke lantaarnhaai is voor de visserij van geen belang. In de hengelsport wordt er weinig op de vis gejaagd.